# Superficie minimum d'installation
En France, la Superficie minimum d'installation (SMI) est une unité de référence déterminant le seuil en deçà duquel une exploitation agricole est réputée ne pouvoir subvenir aux besoins de son exploitant. Fixée par arrêté ministériel et variable selon les départements, elle est périodiquement révisée et ajustée en fonction du type de culture et de la zone d'exploitation concernée.

Apparue dans la loi d'orientation agricole de 1962, elle est associée à un autre seuil de superficie et constitue un pilier de ce qui sera appelé la "la politique des structures". Elle intègre une logique de politiques publiques (compléments de retraites, aides aux mutations professionnelles) visant à favoriser un exode agricole. A ce titre, elle a, d'un côté contribué à la disparition de petites exploitations, principalement des agriculteurs âgés dont les enfants trouvaient facilement des emplois perçus comme une ascension sociale, d'un autre côté, elle a pu freiner la concentration foncière dans certains départements.
"Une superficie minimum de l'exploitation dont il est souhaitable d'éviter la disparition ou le démembrement et une superficie maximum au-delà de laquelle les cumuls et réunion d'exploitations ou de fonds agricoles, en vue de leur mise en rapport par un même exploitant doivent être soumis à autorisation préalable" (article 8).
C'est en 1968 qu'elle sera officiellement définie et restera jusqu'à 1999 l'étalon de cette "politique des structures". En 2016, la SMI est transformée en Activité Minimale d'Assujettissement (AMA), qui détermine l'affiliation à la Mutuelle Sociale Agricole (MSA) .
La SMI est liée au Projet Agricole Départemental. Elle permet de calculer le montant des différentes cotisations, comme la formation professionnelle, la retraite, la maladie ou la CSG. Elle est utilisée par la Mutualité Sociale Agricole lors du calcul du seuil d’assujettissement.
Elle permet aussi de calculer, lors des CDOA, le montant de la Dotation Jeune Agriculteur.
La confédération paysanne estime que ce critère devrait être remplacé par celui de la viabilité économique, sociale et environnementale.